# Pirro Schettini
Pirro Schettini (Petrone di Aprigliano, 18 dicembre 1630 – Cosenza, 1678) è stato un poeta italiano, viene considerato uno degli autori più originali della letteratura italiana, è rinomato per la sua attività come principe dell'Accademia Cosentina che contribuì a rilanciare.

## Biografia
Nato nella frazione di Petrone del comune di Aprigliano, si laureò in giurisprudenza a Napoli, dove frequentò l'élite intellettuale del tempo: il giurista Francesco D'Andrea e il medico Leonardo Di Capua ed i suoi conterranei Tommaso Cornelio e Marco Aurelio Severino. Insieme a Carlo Buragna determina una svolta nella letteratura italiana nel secondo '600.
Iniziò la sua attività lirica come marinista (da Giovan Battista Marino, autore dell'Adone ed emblema della poesia del Barocco) per diventare antimarinista essendo massimo esponente di una rinascita classico-petrarchista che prelude all'Arcadia.
In seguito alla morte improvvisa del padre, tornò a vivere a Cosenza dove crebbe la propria figura fino a venir nominato principe dell'Accademia Cosentina, che riportò all'alto prestigio dei tempi del Telesio.
In seguito ad una crisi esistenziale riguardo alla futilità della gloria terrena, diventò sacerdote distruggendo la sua produzione lirica, compresa la tragedia "Carlo Stuart".

## Lavori
Nonostante l'intenzione dello Schettini di bruciare tutte le sue opere in seguito alla conversione, l'editore Bulifon dopo la sua morte pubblicò a Napoli nel 1693 le Poesie del poeta, avendone ritrovato un manoscritto superstite; altre due edizioni pubblicate a Napoli escono nel 1708 e nel 1716; a Cosenza se ne pubblicò una nel 1826.